# Wbaldino Acosta
Wbaldino Acosta (1938 – 1 de agosto de 2007) fue un político argentino que ocupó el cargo de  gobernador de la Provincia de San Juan.
Acosta, quien se desempeñaba como abogado, hasta comenzar con su vida pública, al frente de la federación provincial de boxeo en 1978. En 1971 se afilió a un importante partido sanjuanino, el Partido Bloquista, liderado por Leopoldo Bravo, por el cual sería senador y más tarde, gobernador. Participó activamente en la políticas en esos años, y en 1981 fue designado ministro provincial, y más tarde en 1983, Jefe de Policía. En 1987, Acosta fue elegido vicegobernador de San Juan para acompañar a Carlos Gómez Centurión; en las elecciones a gobernador de San Juan en 1991, venció como miembro del Partido Justicialista.
El 16 de mayo de 1999, Acosta fue elegido nuevamente vicegobernador de San Juan para acompañar a Alfredo Avelín, fórmula electa con 55%, en la Alianza para el Trabajo, la Justicia y la Educación. La gestión de Avelín estuvo marcada por turbulencias económicas en San Juan, situación que luego alcanzaría el país. En 2001 se inició un conflicto con empleados públicos.
En 2002, Avelín fue destituido por la Cámara de Diputados provincial. Acosta, que tenía buenas relaciones con partidos opositores a Avelín, se convirtió en gobernador. Fue candidato para renovar el cargo en las elecciones de 2003, sin embargo, fue vencido por José Luis Gioja del Partido Justicialista. Posteriormente se convirtió en opositor a Gioja, a su partido y al gobierno nacional de Néstor Kirchner.
Acosta murió a los 69 años en 2007 tras una hemorragia cerebral. Se casó con Teresita Beatriz Zapata en 1970 con quien tuvo tres hijos.